# ФК Металист Харков
ФК Металист Харков (укр. ФК Металіст Харків) је украјински професионални фудбалски клуб из града Харкова, који се такмичи у Премијер лиги Украјине.
Металист је један од оснивача Премијер лиге Украјине. У Другу лигу, испали су 1994., а вратили се 4 године касније. На крају сезоне 2002/03. опет су у Другој лиги, а враћају се у сезони 2004/05. Од самосталности Украјине нису имали већег успеха, у Премијер лиги су шест пута завршавали на трећем месту, а били су финалисти Купа Украјине 1992. Клуб је постао редован учесник европских такмичења од сезоне 2007/08, а највећи успех је четвртфинале Лиге Европе у сезони 2011/12.
Пре тога освојили су Куп Совјетског Савеза 1988, били су финалисти у истом купу 1983, и поражени су 1988. у Суперкупу Совјетског Савеза.
Клуб своје домаће утакмице игра на стадиону Металист, капацитета 40.003 седећих места. Стадион је оригинално изграђен 1926, али је комплетно реновиран за потребе Европског првенства у фудбалу 2012.

## Успеси

### Украјина
Премијер лига Украјине
- Треће место (6): 2006/07, 2007/08, 2008/09, 2009/10, 2010/11, 2011/12.

Куп Украјине
- Финалиста (1): 1992.

### Совјетски Савез
Куп Совјетског Савеза
- Освајач (1): 1988.
- Финалиста (1): 1983.

Суперкуп Совјетског Савеза
- Финалиста (1): 1988.

Куп Фудбалског савеза Совјетског Савеза
- Финалиста (1): 1987.

### Међународни
УЕФА лига Европе
- Четвртфинале (1): 2011/12.

## Металист у европским такмичењима
| Сезона   | Такмичење            | Ранг          | Земља                                            | Клуб             | Резултат |
| -------- | -------------------- | ------------- | ------------------------------------------------ | ---------------- | -------- |
| 1988/89. | Куп победника купова | 1. коло       | Социјалистичка Федеративна Република Југославија | Борац            | 0:2, 4:0 |
|          |                      | Осмина финала | Холандија                                        | Рода             | 0:1, 0:0 |
| 2007/08. | УЕФА куп             | 1. коло       | Енглеска                                         | Евертон          | 1:1, 2:3 |
| 2008/09. | УЕФА куп             | 1. коло       | Турска                                           | Бешикташ         | 0:1, 4:1 |
|          |                      | Група         | Португалија                                      | Бенфика          | 1:0      |
|          |                      | Група         | Грчка                                            | Олимпијакос      | 1:0      |
|          |                      | Група         | Турска                                           | Галатасарај      | 1:0      |
|          |                      | Група         | Њемачка                                          | Херта Берлин     | 0:0      |
|          |                      | 3. коло       | Италија                                          | Сампдорија       | 1:0, 2:0 |
|          |                      | Осмина финала | Украјина                                         | Динамо Кијев     | 0:1, 3:2 |
| 2009/10. | Лига Европе          | Кв.           | Хрватска                                         | Ријека           | 2:1, 2:0 |
|          |                      | Плеј-оф       | Аустрија                                         | Штурм Грац       | 1:1, 0:1 |
| 2010/11. | Лига Европе          | Плеј-оф       | Кипар                                            | Омонија          | 1:0, 2:2 |
|          |                      | Група         | Холандија                                        | ПСВ Ајндховен    | 0:2, 0:0 |
|          |                      | Група         | Италија                                          | Сампдорија       | 2:1, 0:0 |
|          |                      | Група         | Мађарска                                         | Дебрецин         | 5:0, 2:1 |
|          |                      | 2. коло       | Њемачка                                          | Бајер Леверкузен | 0:4, 0:2 |
| 2011/12. | Лига Европе          | Плеј-оф       | Француска                                        | Сошо             | 0:0, 4:0 |
|          |                      | Група         | Аустрија                                         | Аустрија Беч     | 2:1, 4:1 |
|          |                      | Група         | Холандија                                        | АЗ Алкмар        | 1:1, 1:1 |
|          |                      | Група         | Шведска                                          | Малме            | 4:1, 3:1 |
|          |                      | 2. коло       | Аустрија                                         | Ред бул Салцбург | 4:0, 4:1 |
|          |                      | Осмина финала | Грчка                                            | Олимпијакос      | 0:1, 2:1 |
|          |                      | Четвртфинале  | Португалија                                      | Спортинг Лисабон | 1:2, 1:1 |
| 2012/13. | Лига Европе          | Плеј-оф       | Румунија                                         | Динамо Букурешт  | 2:0, 2:1 |
|          |                      | Група         | Њемачка                                          | Бајер Леверкузен | ?, 0:0   |
|          |                      | Група         | Норвешка                                         | Розенборг        | 3:1, 2:1 |
|          |                      | Група         | Аустрија                                         | Рапид Беч        | 2:0, ?   |

## Познати бивши играчи
- Сергеј Балтача
- Леонид Буриак
- Павел Јаковенко
- Сергеј Кандауров
- Сергеј Скаченко

## Грбови кроз историју клуба
- 1985—1987.
- 1988—1989.
- 1990—1992.
- 1993—1996.
- Верзија модерног грба.